# 820 Olive

Le 820 Olive ou 825 South Hill, est une tour résidentielle et commerciale du centre-ville de Los Angeles, en Californie, située à deux pas du Staples Center, de LA Live et de Broadway . Elle a été développée par Onni Group et conçu par Chris Dikeakos Architects. La construction du bâtiment a débuté en juillet 2016 et s'est achevée en février 2019 avec une hauteur totale de 171,6 mètres. Le tour possède 49 étages. Au moment de son achèvement, elle est devenue la plus haute tour résidentielle de Californie . Elle sera dépassée par les 56 étages, et les 197 mètres de la tour numéro IV du Metropolis en décembre 2019.

## Histoire
Le site était auparavant utilisé comme parking.
Une partie du site, au coin sud-ouest de Eighth and Hill était l'emplacement du théâtre RKO Hillstreet, 801 South Hill Street, ouvert en 1922 et conçu par l'architecte G. Albert Lansburgh. Il sera fermé en 1963 puis démoli en 1965.
En 2014, Onni Group a annoncé la construction d'un gratte-ciel résidentiel sur le site. Le 12 janvier 2016, le promoteur a obtenu des permis de nivellement et d'étaiement de la part du département du bâtiment et de la sécurité de la ville de Los Angeles pour construire le nouvel édifice sur le site. Le projet a débuté en février 2016. Il a ensuite suivi des travaux de fondation au mois juillet de la même année. Le bâtiment est terminé en 2018. Après l'achèvement de ses travaux intérieurs, 820 Olive a ouvert ses portes le 15 février 2019. Il compte un total de 516 unités résidentielles et plus de 460 m2 de surface commerciale.

## Voir également
- Liste des bâtiments les plus hauts de Los Angeles
- Liste des bâtiments les plus hauts de Californie